# Stadhuis van Borgloon

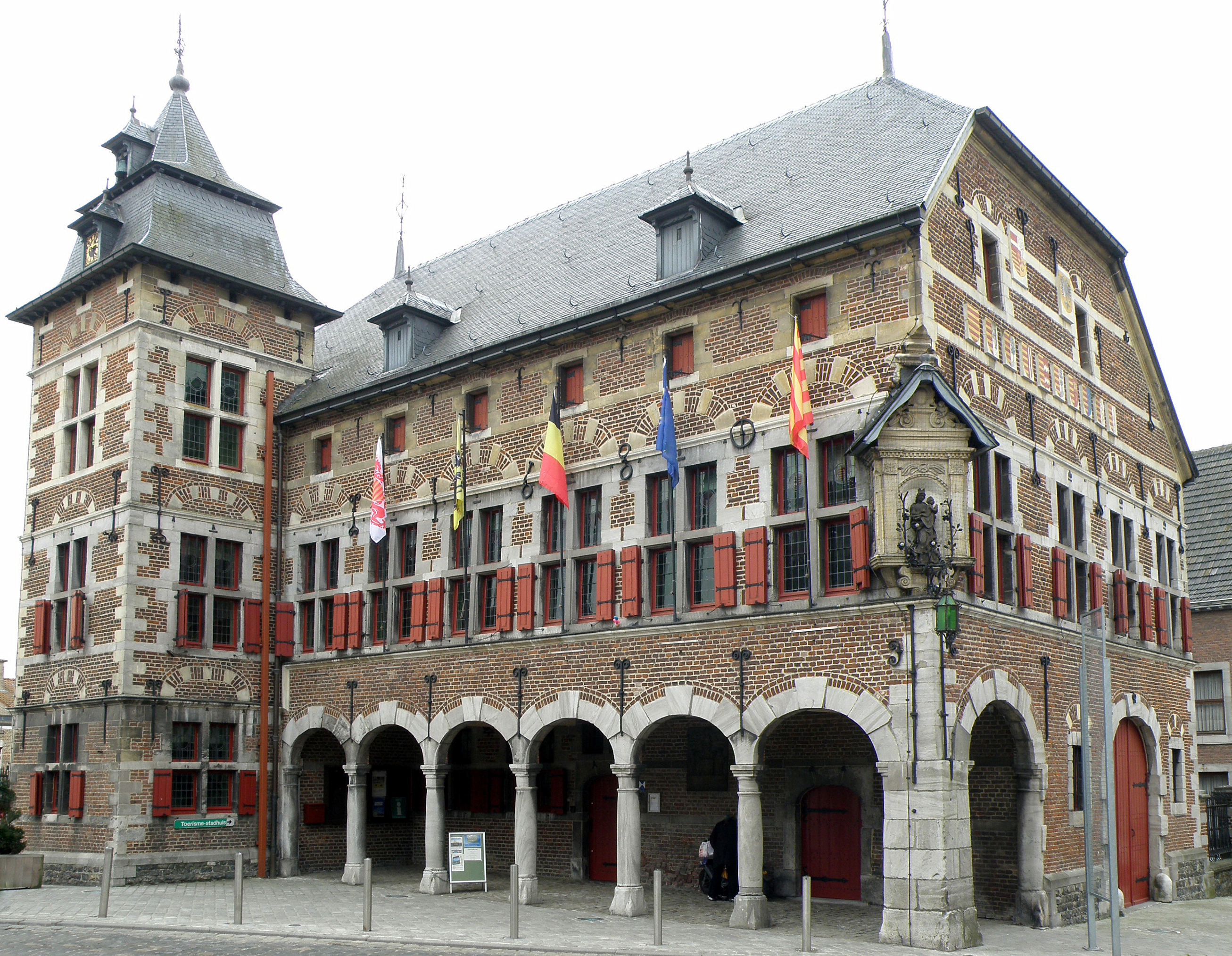
Het Stadhuis, ook Grevenhuis genoemd

Het Stadhuis van Borgloon is een stadhuis in de Belgische stad Borgloon, gebouwd als herenhuis met hoektoren in 1680. Men stapt het stadhuis binnen via een rondboogarcade met zes traveeën. In deze arcade is een arduinen steen aangebracht met de titels van Robert Ernest d'Argenteau, een vroegere burggraaf van het kasteel van Loon.
In de 11e eeuw stond hier een gebouw in Rijn-Westfaalse stijl als oudste verblijfplaats van de graven van Loon, vandaar Grevenhuis als alternatieve naam voor het stadhuis. In de middeleeuwen diende het stadhuis als vergaderplaats van de schepenbank, de gilden en ambachten. 
Het stadhuis vertoont alle elementen van de Maasstijl in Limburg: een bakstenen constructie, kruisvensters, hardstenen speklagen, steigergaten, venster- en deurlijsten in arduin of mergelzandsteen en ontlastingsbogen boven de ramen. De versiering is sober gehouden. De gevel is helder en eenvoudig ingedeeld.
De trouwzaal verwijst naar het verleden van Loon: de glasramen tonen de wapenschilden van de tien Loonse steden (Borgloon, Beringen, Bilzen, Bree, Hamont, Hasselt, Herk-de-Stad, Maaseik, Peer en Stokkem). Verder vind je er glasramen met de blazoenen van het Heilige Roomse Rijk en van het Prinsbisdom Luik. Er is ook een 12e-eeuwse schatkist bewaard gebleven waarin de voorrechten van de stad en de gilden werden opgeborgen. Een foltertuig (een houten blok waarin handen en voeten werden vastgemaakt) dat gebruikt werd bij heksenprocessen is een ander overblijfsel uit het verleden.
Het Mariabeeld, geplaatst in een nis op de hoek van het gebouw, verwijst naar het jaar 1676. De pest veroorzaakte toen de dood van 167 inwoners van Loon.
Het stadhuis is een beschermd monument sedert 1935.